# Queen's Club Championships 2013
I Queen's Club Championships 2013, noti anche come AEGON Championships per motivi di sponsorizzazione, sono stati un torneo di tennis su campi di erba, facente parte dell'ATP World Tour 250 Series, nell'ambito dell'ATP World Tour 2013. È stata la 120ª edizione dell'evento, e si è giocato nell'impianto del Queen's Club a Londra, in Inghilterra, dal 10 al 16 giugno 2013.

## Singolare

### Teste di serie
| Nazionalità | Giocatore             | Ranking* | Testa di serie |
| ----------- | --------------------- | -------- | -------------- |
| Regno Unito | Andy Murray           | 2        | 1              |
| Rep. Ceca   | Tomáš Berdych         | 6        | 2              |
| Argentina   | Juan Martín del Potro | 7        | 3              |
| Francia     | Jo-Wilfried Tsonga    | 8        | 4              |
| Croazia     | Marin Čilić           | 11       | 5              |
| Stati Uniti | Sam Querrey           | 20       | 6              |
| Ucraina     | Aleksandr Dolhopolov  | 24       | 7              |
| Sudafrica   | Kevin Anderson        | 25       | 8              |
| Francia     | Benoît Paire          | 26       | 9              |
| Bulgaria    | Grigor Dimitrov       | 28       | 10             |
| Francia     | Julien Benneteau      | 32       | 11             |
| Rep. Ceca   | Lukáš Rosol           | 36       | 12             |
| Finlandia   | Jarkko Nieminen       | 38       | 13             |
| Uzbekistan  | Denis Istomin         | 42       | 14             |
| Spagna      | Pablo Andújar         | 45       | 15             |
| Slovenia    | Grega Žemlja          | 50       | 16             |

* Le teste di serie sono basate sul ranking al 27 maggio 2013.

### Altri partecipanti
I seguenti giocatori hanno ricevuto una wild card:
- Edward Corrie
- Aleksandr Dolhopolov
- Kyle Edmund
- Daniel Evans
- James Ward

I seguenti giocatori sono passati dalle qualificazioni:

- Jamie Baker
- Ilija Bozoljac
- Samuel Groth
- Feliciano López

I seguenti giocatori entrano come lucky losers:
- Frederik Nielsen

### Forfait
Prima del torneo
- Brian Baker
- Simone Bolelli
- Rogério Dutra da Silva
- Mardy Fish
- Robin Haase
- Lukáš Lacko
- Lu Yen-hsun
- Gilles Müller
- Dmitrij Tursunov

## Doppio

### Teste di serie
| Nazione     | Giocatore        | Nazione     | Giocatore        | Rank1 | Testa di serie |
| ----------- | ---------------- | ----------- | ---------------- | ----- | -------------- |
| Stati Uniti | Bob Bryan        | Stati Uniti | Mike Bryan       | 2     | 1              |
| Svezia      | Robert Lindstedt | Canada      | Daniel Nestor    | 11    | 2              |
| India       | Mahesh Bhupathi  | India       | Rohan Bopanna    | 17    | 3              |
| Austria     | Alexander Peya   | Brasile     | Bruno Soares     | 27    | 4              |
| Regno Unito | Colin Fleming    | Regno Unito | Jonathan Marray  | 46    | 5              |
| Francia     | Julien Benneteau | Serbia      | Nenad Zimonjić   | 51    | 6              |
| Croazia     | Ivan Dodig       | Brasile     | Marcelo Melo     | 52    | 7              |
| Australia   | Paul Hanley      | Polonia     | Marcin Matkowski | 68    | 8              |

- La classifica per determinare le teste di serie è del 27 maggio 2013

### Altri partecipanti
Le seguenti coppie hanno ricevuto wildcards per entrare nel tabellone principale:
- Lleyton Hewitt /  Bernard Tomić
- Jamie Murray /  John Peers

## Campioni

### Singolare
Andy Murray ha sconfitto in finale  Marin Čilić per 5-7, 7-5, 6-3.
- È il ventisettesimo titolo in carriera per Murray, il terzo del 2013.

### Doppio
Bob Bryan /  Mike Bryan hanno sconfitto in finale  Alexander Peya /  Bruno Soares per 4-6, 7-5, [10-3].